# Свемир бенд
Бенд Свемир био је вршачки бенд. Основан је 1999. године, Од Стране Бошка Станојевића, Александра Јерковића и Дарка Црнобрње. Издали су три албума, да би се бенд коначно разишао 2003. године

## Оснивање
Бенд је основан 1999. године. Главна покретачка снага био је Бошко Боле Станојевић, Београђанин, један од оснивача култног клупског састава "EL Rey" иѕ ког је прешао у последњу поставу ЕКВ. Након гашења ЕКВ, Боле је свирао у бенду Психополис, а потом се преселио у Вршац. Јула 1999. године, Станојевић је са гитаристом Александром Ацом Јерковићем и бубњаром Дарком Црнобрњом оснива Свемир.

## Први албум
Snimanje albuma smo dobili na poklon od Brane
- seća se Aca. On je od početka verovao u našu priču.

Brana nam je pored snimanja u studiju nabavljao sve:
i klopu, i piće, kuvao kafu… i trudio se da nas zaista
oslobodi svakakvog pritiska da bi što kvalitetnije uradili
posao. Uporedo sa snimanjem radili smo i tezge, i
za to nam je besplatno davao opremu, lemio kablove,
snadbevao žicama…
Александар Аца Петровић, гитариста
Коначно, почетком 2000. године албум је завршен, и бенд добија коначно име Свемир.
Свемир је одсвирао безброј концерата у свом граду и околини, а марта 2001 наступају у Бања Луци. 
Mislim da su ljudi iz dopisništva RTS-a u Vršcu i Radio
Vršca zaista pomogli da napravimo korak napred. U to
vreme je bilo jako teško da se jedan mali band iz provincije
pojavi na državnoj televiziji bez određene količine novca,
pogotovo bend rok usmerenja sa tekstom pesme koja je
kritikovala tadašnju vlast i Slobodana Miloševića. Mi smo
uspeli zahvaljujući tim ljudima, a mediji su inače presudni
za bilo kakvo napredovanje ili nazadovanje… Naši lokalni
su užasni, čast izuzecima… Trude se da uhvate one velike
koji u dođu u Vršac samo po novac, a dobre bendove i muzičare
kojih je Vršac pun, uglavnom zaobilaze. Sa pojedinim
opštinskim ’ministrima kulture’ je takođe ista priča.
Коментар Аце Јерковића на медијску запаженост вршачких бендова
Због несугласица у бенду, у априлу 2001 бенд се распушта, а Боле се прикључује "Зонтаг" бенду, са којим у два наврата наступа на EXIT фестивалу. Ипак, после 3 месеца, у јуну исте године, несугласице нестају и бенд поново креће са радом на новом албуму.

## Нова постава и промена правца
На предлог Јерковића, у бенд улази Игор Лукач, клавијатуриста. Међутим, Свемир све више постаје "тезга" бенд, и све мање има нових песама. Такође бенд полако прелази из поп у рок манир. Снимају 2 обраде старих песама из рок фазе и наступају на МУФ-ВОБАН фестивалу у Зрењанину. Мешавином попа и рока привлаче пажњу естрадних личности па добијају прилику да цело лето наступају у хотелу "Војводина" у Зрењанину. Ипак то не доноси жељене резултате и бенд још увек не налази издавача албума. Свемир гостује на два концерта Владе Георгиева, а Аца и Кеша напуштају групу.
Боле Станојевић, заједно са Лукачем и уз помоћ Иване Малек, Далибора Манескуа и Пеђе Грубора издаје трећи и последњи албум групе Свемир за ПГПРТС. Тај албум је био у маниру босанског попа

## Распад
Након издавања албума, група се више пута појављује на државној телевизији. Убрзо наступају последњи пут у Зрењанину у новој постави (Кеша-бубањ, Џони-гитара, Игор-клавијатуре, Сретко-бас и Боле-вокал). Ова постава је била кратког века, и убрзо се бенд коначно распада.

## Након распада
- Лукач улази у састав бенда Восток 2011. године, и са њима снима за сада једину песму "Нестајеш". Тренутно ради као наставник информатике у једној вршачкој основној школи и повремено наступа са бендом.[2]

- Боле је дуже време радио у фирми за озвучавање "Millenium show". Исцрпљрн темпом рада, оснива бенд "VIS Milfshake" у коме свира и данас.

- Аца Јерковић је променио више бендова, и тренутно држи музичку продавницу. Направио је преко 20 сати ауторске музике, углавном инструменталне, али због недостатка финансија и неприкладног чувања носача звука, сачувано је свега 20-так нумера. Такође повремено свира са бендом ""SIGILLIUM"[3][1]